# الحرب المورية
الحرب المورية (بالإيطالية: Guerra di Morea) هو الاسم الأشهر للحرب العثمانية البندقية السادسة التي دارت بين عامي 1684 و1699 كجزء من الصراع الأوسع المعروف باسم الحرب التركية العظمى بين جمهورية البندقية والإمبراطورية العثمانية.
دارت العمليات العسكرية بين دالماسيا وبحر إيجة، ولكن الحملة الرئيسية للحرب كانت غزو البندقية لشبه جزيرة المورة (شبه جزيرة بيلوبونيز) في جنوب اليونان.
أما على الجانب البندقي، فقد خاضت البندقية الحرب للانتقام من فقدانها لجزيرة كريت في حرب كريت (1645-1669)، بينما تورط العثمانيون في متاعب مع إمبراطورية هاسبورغ على حدودهم الشمالية، ولم يقدروا على تركيز قوتهم ضد جمهورية البندقية، وهكذا كانت حرب موران هي الصراع العثماني البندقي الوحيد الذي خرجت منه البندقية منتصرةً واكتسبت أقاليم مهمة.
استمرت نهضة البندقية التوسعية مدةً قصيرة، وقُلبت الطاولة عليهم ليكون الفوز من نصيب العثمانيين في عام 1718 (في حرب موريان الثانية).

## الخلفية
احتلت البندقية عدة جزر في بحر إيجة والبحر الأيوني إلى جانب الحصون ذات الموقع الاستراتيجي على طول ساحل البر الرئيسي اليوناني منذ انقسام الإمبراطورية البيزنطية بعد الحملة الصليبية الرابعة، ومع نهضة العثمانيين في القرن السادس عشر وأوائل القرن السابع عشر، خسر البنادقة أغلب هذه الجزر والمواقع، بما في ذلك قبرص ووابية (نيغروبونتي) لصالح الأتراك.
بين عامي 1645 و1669، خاضت البندقية والدولة العثمانية حربًا طويلةً ومكلفةً على آخر ممتلكات البندقية في بحر إيجة، وفي أثناء تلك الحرب تواصل قائد البندقية فرانشيسكو موروسيني مع المتمردين من شعب المانيوت (مجموعة عرقية يونانية أصلية  في شبه جزيرة ماني في جنوب بيلوبيونيز)، واتفقوا على القيام بحملة مشتركة في موريا.
نزل موروسيني في موريا في عام 1659، وسيطر على مدينة كالاماتا بمساعدة المانيوت، وبعد فترة وجيزة أُجبر على العودة إلى جزيرة كريت وفشل مشروع شبه جزيرة بيلوبونيز.
ظل العثمانيون القوة السياسية والعسكرية الأولى في أوروبا في القرن السابع عشر، لكن علامات التراجع كانت واضحة: عانى الاقتصاد العثماني تدفقَ الذهب والفضة من الأمريكيتين وازدياد عدم التوازن في الميزانية والتخفيضات المتكررة في قيمة العملة، بينما انخفضت جودة نظام التيماريوت (فرسان السباهية) التقليدي وقوات الانكشارية الذين شكلوا نواة الجيوش العثمانية، وحلت محلهم على نحو متزايد قوات غير نظامية لا ترقى إلى مستوى الجيوش الأوروبية النظامية.
استطاعت جهود الإصلاح التي بذلها السلطان مراد الرابع (1623-1640) (ملاحظة: يستخدم حرف r. للإشارة إلى كلمة rex التي تعني السلطان) والإدارة الذكية لسلالة آل كوبريللي لمنصب الصدر الأعظم (حكم آل كوبريللي الإمبراطورية من عام 1656 إلى عام 1683) أن تحافظا على القوة العثمانية، بل أمكن أيضًا غزو جزيرة كريت، لكن الحرب الطويلة والمستنزفة هناك أرهقت الموارد العثمانية.
ونتيجة الحرب البولندية العثمانية (1672-1676) أمَّن العثمانيون آخر توسع إقليمي لهم في أوروبا مع غزو بودوليا، ثم حاولوا التوسع في الأراضي الأوكرانية على الضفة اليمنى لنهر دنيبر، لكن الروس أوقفوهم وعقدوا معهم معاهدة باخشيساراي التي نصَّت على أن نهر دنيبر هو الحدود بين الإمبراطورية العثمانية وروسيا.
في عام 1683، اندلعت حرب جديدة بين النمسا (إمبراطورية هابسبورغ) والعثمانيين، وتقدم جيش عثماني كبير باتجاه العاصمة فيينا.
كسر ملك بولندا يوحنا الثالث سوبيساكي الحصار العثماني الكبير في معركة فيينا، ونتيجة ذلك شُكِّلت الرابطة المقدسة المناهضة للعثمانية في مدينة لينز النمساوية في 5 مارس عام 1684 بين الإمبراطور الروماني المقدس ليوبولد الأول سوبياسكي ودوق فيينا مارك أنتونيو جويستينيان. وعلى مدى السنوات القليلة التالية استعاد النمساويون دولة المجر (هنغاريا) من السيطرة العثمانية، واستولوا أيضًا على بلغراد في عام 1688 وبلغوا مدينتي نيش وفيدين في العام التالي. أجهدت هذه الأحداث النمساويين، وزاد ذلك تورطهم في حرب السنوات التسع (1688-1697) ضد فرنسا.
استعاد العثمانيون تحت حكم الصدر الأعظم فاضل مصطفى باشا الكوبريللي زمام المبادرة، وردعوا النمساويين، واستعادوا نيش وفيدين في عام 1690 وشنوا غارات عبر نهر الدانوب.
انقلبت الموازين بعد عام 1696 مرة أخرى عقب استيلاء الروس على بلدة آزوف في عام 1696، وتلا هذا الاستيلاء هزيمة كارثية على الأمير يوجين من سافوي في معركة زينتا في سبتمبر عام 1697، وبدأت المفاوضات بين الأطراف المتحاربة في أعقاب ذلك، ما أدى إلى توقيع معاهدة كارلوفجة عام 1699.

## استعداد البندقية للحرب
اعتبر النمساويون والبولنديون مشاركة البندقية في الحرب إضافةً مفيدةً للعمليات الرئيسية في أوروبا الوسطى، إذ يُمكن لبَحريتها أن تعيق تمركز قوات العثمانيين بجانب البحر وتجبرهم على تحويل القوات بعيدًا عن جبهاتهم.
أما من جانب البندقية، اشتعل الجدال في مجلس الشيوخ حول الانضمام إلى الحرب، ولكن في النهاية رجحت كفة الفئة المؤيدة لقرار الحرب على اعتبار أن هذه اللحظة فرصة ممتازة وفريدة  للانتقام. ونتيجةً لذلك، عندما وصلت الأخبار إلى البندقية في 25 أبريل عام 1684 عن توقيع الرابطة المقدسة، أعلنت الجمهورية الأسمى للمرة الأولى الوحيدة في الحروب البندقية العثمانية الحرب على العثمانيين بدلًا من حدوث العكس، ولكن القوات العسكرية لجمهورية البندقية كانت واهنةً عند اندلاع الحرب، إذ استنزفت الحرب الكريتية الطويلة موارد البندقية، إضافةً إلى تدهور قوة البندقية في إيطاليا والبحر الأدرياتيكي.
كانت البحرية البندقية في حالة جيدة، إذ تألفت من عشرة جالياسات وثلاثين سفينةً حربية من نوع «رجل الحرب» وثلاثين قادسًا بالإضافة إلى السفن الملحقة بها، بينما كان الجيش مؤلفًا من 8000 جندي من القوات النظامية غير المنضبطة جيدًا، التي دُعمت بميليشيات عديدة ومجهزة تجهيزًا جيدًا، إلا أنه لم يُمكن استخدام هذه الميليشيات خارج إيطاليا.
كانت الإيرادات شحيحةً أيضًا؛ تزيد قليلًا عن مليوني سكوين (نقد ذهبي إيطالي وتركي قديم) سنويًا، ووفقًا لتقارير السفير الإنجليزي في مقر الباب العالي اللورد شاندوس فقد كان موقف العثمانيين أسوأ: إذ عانوا من سلسلة من الهزائم، ما اضطر السلطان إلى مضاعفة رواتب قواته واللجوء إلى التجنيد الإجباري. وفي الوقت نفسه، وصف شاندوس البحرية العثمانية بأنها في حالة موجعة، وبالكاد تمكنت من تجهيز عشرة سفن حربية للعمليات.
ترك هذا البندقية تتفوق تفوقًا لا جدال فيه في البحر، بينما لجأ العثمانيون إلى استخدام القوادس الخفيفة والسريعة للهرب من أسطول البندقية وإعادة تجهيز حصونهم على طول السواحل.
نظرًا إلى ضعفها المالي، فقد عقدت الجمهورية العزم على جلب الحرب إلى الأراضي العثمانية قبل أن يتعافى العثمانيون من الصدمة والخسائر التي تكبدوها في فيينا ويعززوا مواقعهم، وهناك يمكنها التجنيد وفرض الجزية متى ما أرادت وكيفما أرادت.
بالإضافة لذلك، تلقت البندقية إعانات كبيرة من البابا إنوسنت الحادي عشر، الذي لعب دورًا قياديًا في تشكيل الرابطة المقدسة و «استنزف تقريبًا كوريا الرومانية في سبيل زيادة الإعانات للحلفاء».
في يناير عام 1684، اختير موروسيني الذي لديه سجل مميز وخبرة كبيرة في العمليات في اليونان قائدًا عامًا للقوة الاستطلاعية. زادت البندقية من قواتها عبر ضم أعداد كبيرة من المرتزقة من إيطاليا والولايات الألمانية، وزادت التمويل عن طريق بيع مكاتب الدولة وألقاب النبلاء. أمن فرسان مالتا وودوقية سافوي والدولة البابوية وفرسان القديس ستيفن من إقليم توسكانا الإيطالي المساعدات المالية والعسكرية من رجال وسفن، ونُدِب ضباط نمساويون ذوو خبرة إلى جيش البندقية.